# Sint-Laurens
Cet article possède un paronyme, voir Saint-Laurent.
Sint-Laurens (en zélandais : Sint-Lauwers) est un village appartenant à la commune néerlandaise de Middelbourg, situé dans la province de la Zélande. Le 1er janvier 2007, le village comptait 950 habitants. Il est situé sur Walcheren, au nord-ouest de Middelbourg.
Sint-Laurens est resté une commune indépendante jusqu'en 1966, dont appartenait également Brigdamme. À cette date, la commune est rattachée à Middelbourg.